# Cerkiew Świętej Trójcy w Ułan Bator
Cerkiew Trójcy Świętej – prawosławna cerkiew parafialna w Ułan Bator, w jurysdykcji Rosyjskiego Kościoła Prawosławnego. Jedyna świątynia tego wyznania w Mongolii.

## Historia
Pierwsza prawosławna cerkiew powstała na ziemiach mongolskich przed rokiem 1864, przy otwartym w 1861 konsulacie rosyjskim w Urdze (ob. Ułan Bator). W 1864 w świątyni, noszącej wezwanie Trójcy Świętej, pierwszy raz odsłużona została Święta Liturgia. Obiekt sakralny nie miał stałego kapelana, nabożeństwa odprawiali dojeżdżający duchowni służący na co dzień w eparchii zabajkalskiej, irkuckiej lub w misji rosyjskiej w Pekinie. Dopiero w 1893 Świątobliwy Synod Rządzący na stałe skierował do Urgi ks. Nikołaja Szastina, który opiekował się cerkwią do 1914. Jego miejsce zajął ks. Fieodor Parniakow, który służył w Urdze do 1921, gdy został zamordowany przez wojska barona von Ungerna-Sternberga. W związku ze śmiercią proboszcza parafia w Urdze faktycznie przestała funkcjonować, ale do 1927 nabożeństwa w cerkwi okazjonalnie odprawiali przyjezdni duchowni; w wymienionym roku budynek świątyni został zaadaptowany na cele świeckie.
W latach 90. XX wieku ożywiło się życie religijne niewielkiej społeczności prawosławnej w Ułan Bator. Od 1997 restytuowana parafia korzystała z cerkwi urządzonej w budynku mieszkalnym na terenie rosyjskiego przedstawicielstwa handlowego. W 2009 wyświęcona została nowa świątynia, która swoją architekturą nawiązuje do XV-wiecznych cerkwi rosyjskich. Łączna powierzchnia obiektu sakralnego to 165 metrów kwadratowych, budynek posiada jedną kopułę. Liczbę uczęszczających do cerkwi szacuje się na 100 osób różnych narodowości.